# Ingrid Jacquemod
Ingrid Jacquemod (* 23. September 1978 in Bourg-Saint-Maurice) ist eine ehemalige französische Skirennläuferin. Sie war vor allem in den Disziplinen Abfahrt und Super-G erfolgreich.

## Biografie
Jacquemod, die Tochter einer Engländerin und eines Italieners aus dem Aostatal, wuchs in Val-d’Isère auf, wo ihr Vater technischer Verantwortlicher für die Weltcuprennen war. Sie nahm ab Januar 1995 an FIS-Rennen teil und konnte auf dieser Stufe insgesamt 24 Mal gewinnen. Im Dezember 1995 startete sie erstmals im Europacup. Im Dezember 1996 feierte sie im Riesenslalom von St. Sebastian ihren einzigen Europacup-Sieg. Am 26. November 1996 nahm Jacquemod in Park City erstmals an einem Weltcup-Rennen teil. Die ersten Weltcuppunkte holte sie am 18. Januar 1997 mit Platz 21 im Riesenslalom von Zwiesel.
Bei den Juniorenweltmeisterschaften 1997 in Schladming wurde Jacquemod Vizeweltmeisterin im Riesenslalom. Im Jahr darauf gewann sie bei den Juniorenweltmeisterschaften 1998 in Chamonix in der Kombination die Goldmedaille, im Riesenslalom erneut die Silbermedaille und in der Abfahrt die Bronzemedaille. In ihrer bis anhin stärksten Disziplin, dem Riesenslalom, hatte Jacquemod Mühe, sich im Weltcup zu behaupten, weshalb sie sich auf die schnellen Disziplinen Abfahrt und Super-G zu spezialisieren begann. Die erste Top-10-Platzierung gelang ihr am 11. Februar 2000 beim Super-G von Santa Caterina, was sie in der Saison 1999/2000 mit fünf weiteren Platzierungen unter den besten zehn bestätigen konnte.
Die beiden folgenden drei Saisons verliefen für Jacquemod weniger erfolgreich, bis sie im März 2003 in der Abfahrt von Kvitfjell ihre erste Podestplatzierung erzielte. Das beste Ergebnis in der Saison 2003/04 war ein vierter Platz. Ihren einzigen Sieg im Weltcup feierte sie am 7. Januar 2005 in der Abfahrt von Santa Caterina. Ein großer Erfolg gelang ihr bei den Skiweltmeisterschaften 2005 in Bormio, als sie zusammen mit Pierrick Bourgeat, Carole Montillet, Christel Pascal, Laure Pequegnot und Jean-Pierre Vidal im neu geschaffenen Mannschaftswettbewerb die Bronzemedaille gewann.
Es folgte eine Saison mit eher mäßigen Leistungen. In der Saison 2006/07 stand Jacquemod zwar nie auf dem Podest, mit konstant guten Ergebnissen erreichte sie jedoch den fünften Platz in der Abfahrts-Disziplinenwertung, den neunten Platz im Kombinationsweltcup und Platz zehn im Gesamtweltcup. Ziemlich ähnlich verlief auch die Saison 2007/08: Wiederum gelang ihr keine Podestplatzierung, belegte aber in der Endwertung Platz sieben in der Kombination, Platz acht in der Abfahrt und Platz neun im Riesenslalom. Die Vorbereitung auf den Winter 2008/09 richtete sie ganz auf die in ihrer Heimat Val-d’Isère stattfindenden Weltmeisterschaften aus, doch die Saison verlief insgesamt enttäuschend und bei den Weltmeisterschaften kam sie nicht über einen 15. Platz hinaus.
Ihre erfolgreichste Weltcupsaison hatte Jacquemod im Winter 2009/10, als sie zweimal Zweite und einmal Dritte wurde. In der Abfahrts-Disziplinenwertung belegte sie Platz vier, was gleichbedeutend mit ihrer besten Saisonleistung überhaupt war. Dazu war sie Sechste in der Super-G-Wertung und Neunte im Gesamtweltcup. Bei ihrer dritten Olympiateilnahme, 2010 in Vancouver, wurde sie Zehnte im Super-G. In der Weltcupsaison 2010/11 kamen nochmals zwei fünfte Plätze hinzu. Am 3. April 2011 gab Jacquemod ihren Rücktritt bekannt.

## Erfolge

### Olympische Spiele
- Salt Lake City 2002: 22. Super-G, 23. Abfahrt
- Turin 2006: 16. Abfahrt, 21. Riesenslalom, 32. Super-G
- Vancouver 2010: 10. Super-G, 23. Abfahrt

### Weltmeisterschaften
- St. Anton 2001: 21. Super-G, 26. Abfahrt
- St. Moritz 2003: 22. Super-G, 29. Abfahrt
- Bormio 2005: 3. Mannschaftswettbewerb, 5. Abfahrt, 11. Riesenslalom, 17. Super-G
- Åre 2007: 5. Mannschaftswettbewerb, 8. Abfahrt, 14. Superkombination, 15. Riesenslalom
- Val-d’Isère 2009: 15. Superkombination, 19. Super-G, 20. Abfahrt
- Garmisch-Partenkirchen 2011: 17. Super-G, 18. Abfahrt

### Weltcup
- Saison 2002/03: 7. Abfahrtsweltcup
- Saison 2004/05: 6. Abfahrtsweltcup
- Saison 2006/07: 10. Gesamtweltcup, 5. Abfahrtswertung, 9. Kombinationsweltcup
- Saison 2007/08: 7. Kombinationsweltcup, 8. Abfahrtsweltcup, 9. Riesenslalomweltcup
- Saison 2009/10: 9. Gesamtweltcup, 4. Abfahrtsweltcup, 6. Super-G-Weltcup
- 6 Podestplätze in Einzelrennen, davon 1 Sieg:

| Datum          | Ort            | Land    | Disziplin |
| -------------- | -------------- | ------- | --------- |
| 7. Januar 2005 | Santa Caterina | Italien | Abfahrt   |

- 1 Podestplatz bei Mannschaftswettbewerben

### Europacup
- Saison 1996/97: 3. Gesamtwertung, 1. Riesenslalomwertung
- 9 Podestplätze, davon 1 Sieg:

| Datum             | Ort           | Land       | Disziplin    |
| ----------------- | ------------- | ---------- | ------------ |
| 13. Dezember 1996 | St. Sebastian | Österreich | Riesenslalom |

### Juniorenweltmeisterschaften
- Schladming 1997: 2. Riesenslalom
- Megève 1998: 1. Kombination, 2. Riesenslalom, 3. Abfahrt, 10. Super-G, 10. Slalom

### Weitere Erfolge
- 9 französische Meistertitel:
  - 2× Abfahrt: 2000, 2007
  - 3× Super-G: 2000, 2004, 2005
  - 3× Riesenslalom: 2004, 2005, 2007
  - 1× Super-Kombination: 2010
- 4 französische Juniorenmeistertitel (Abfahrt 1998, Super-G 1997, Riesenslalom 1997, Slalom 1997)
- 24 Siege in FIS-Rennen (ab 1994/95)